# La Receveuse des postes
Pour plus de détails, voir Fiche technique et Distribution.
La Receveuse des postes est un film muet français réalisé par Pierre Giffard, sorti en 1910.

## Fiche technique
- Titre : La Receveuse des postes
- Réalisation : Pierre Giffard
- Scénario :
- Photographie :
- Montage :
- Société de production : Société cinématographique des auteurs et gens de lettres (S.C.A.G.L)
- Société de distribution : Pathé Frères
- Pays d'origine :  France
- Langue : film muet avec les intertitres en français
- Métrage : 290 mètres
- Format : Noir et blanc — 35 mm — 1,33:1 — Muet
- Genre :  Comédie dramatique
- Durée : 9 minutes 40
- Dates de sortie : 
  -  France : 28 janvier 1910

## Distribution
- Jeanne Grumbach : la receveuse des Postes
- Edmond Duquesne : l'inspecteur de l'administration des Postes et Télégraphes